# Сантібаньєс-де-ла-Пенья
Сантібаньєс-де-ла-Пенья (ісп. Santibáñez de la Peña) — муніципалітет в Іспанії, у складі автономної спільноти Кастилія-і-Леон, у провінції Паленсія. Населення — 1244 особи (2010).
Муніципалітет розташований на відстані близько 280 км на північ від Мадрида, 90 км на північ від Паленсії.
На території муніципалітету розташовані такі населені пункти: (дані про населення за 2010 рік)
- Авіньянте-де-ла-Пенья: 53 особи
- Корнон-де-ла-Пенья: 20 осіб
- Лас-Ерас-де-ла-Пенья: 159 осіб
- Піно-де-Відуерна: 39 осіб
- Сантібаньєс-де-ла-Пенья: 498 осіб
- Тарілонте-де-ла-Пенья: 41 особа
- Велілья-де-ла-Пенья: 58 осіб
- Відуерна-де-ла-Пенья: 42 особи
- Вільяфрія-де-ла-Пенья: 22 особи
- Вільяльбето-де-ла-Пенья: 11 осіб
- Вільянуева-де-Арріба: 209 осіб
- Вільяоліва-де-ла-Пенья: 16 осіб
- Вільяверде-де-ла-Пенья: 76 осіб

## Демографія
Динаміка населення (INE ):

## Галерея зображень

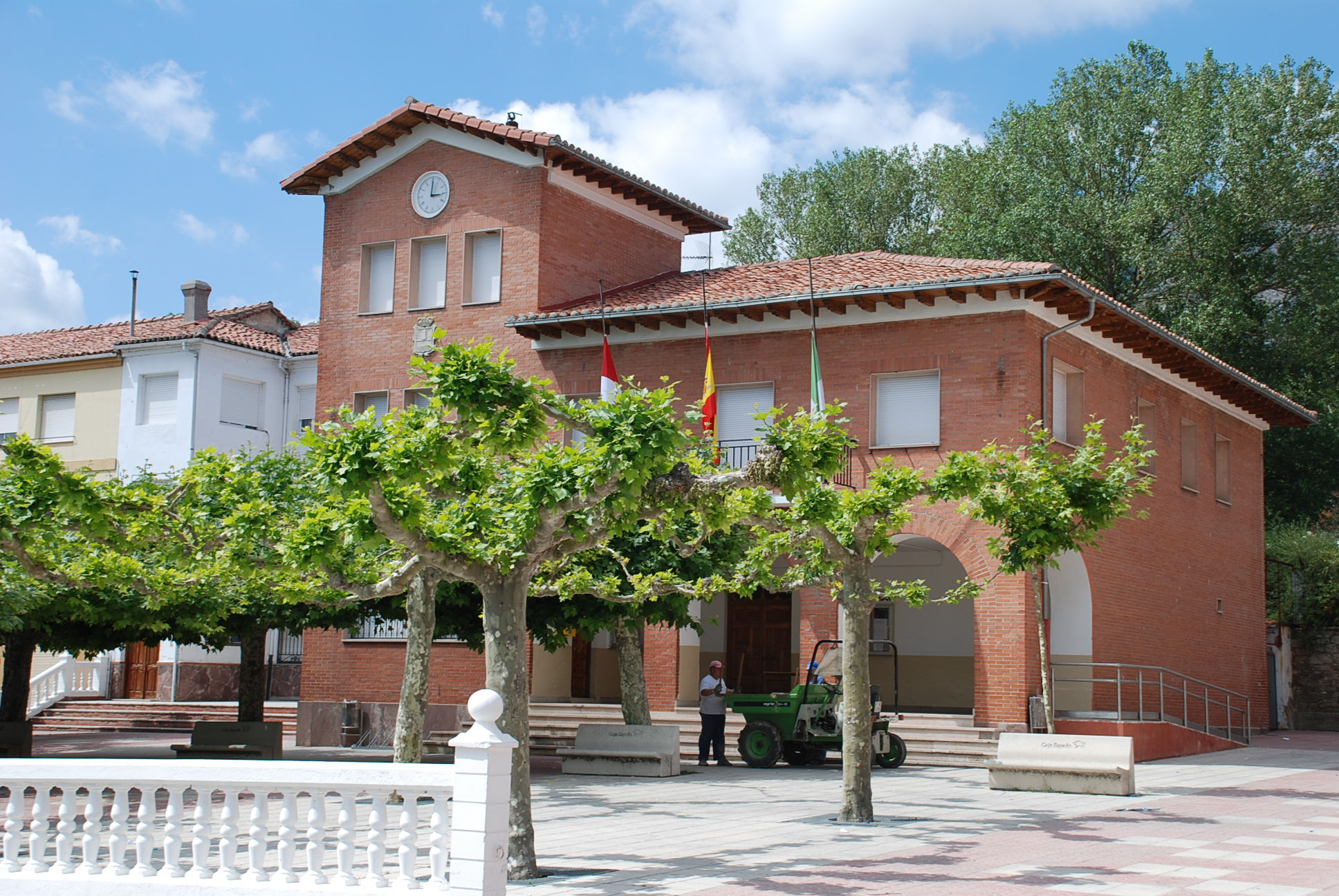
Муніципальна рада